# Vladimír Just
Vladimír Just (* 6. května 1946 Praha) je český teatrolog a literární a divadelní kritik.  
V současnosti člen katedry divadelní vědy FF UK v Praze, do roku 2010 byl šéfredaktorem čtvrtletníku Divadelní revue. Pravidelně přispívá či přispíval např. do Divadelních a Lidových novin, do poloviny ledna 2012 kriticky hodnotil umělecká díla v pořadu Kritický klub Jana Rejžka na rozhlasové stanici Český rozhlas 6. Ve svých příspěvcích se kromě divadelní kritiky zabývá nezávislostí veřejnoprávní televize, problematikou odsunu Němců, česko-německými vztahy nebo uspořádáním NP Šumava, kde hájí stanovisko respektování bezzásahových zón. Dne 24. června 2011 jej prezident Václav Klaus jmenoval profesorem.

## Výběr z publikací
- Vlasta Burian – Paradoxy krále komiků, 1986
- Věc: Vlasta Burian, 1991
- Vlasta Burian: Mystérium smíchu, AVČR, 1993, 2002, ISBN 80-200-0861-6
- Divadlo plné paradoxů – příběh Divadla satiry 1944–1949 a nejen jeho, 1990, ISBN 80-7038-066-7
- Poklona není můj obor – úvahy posttelevizní a jiné z let 1990–1995, 1996, ISBN 80-200-0581-1
- Slovník floskulí. Malá encyklopedie polistopadového newspeaku: klišé, slogany, hantýrky, tiky, partiové metafory, slovní smogy., Academia : Praha 2003
- Slovník floskulí 2. Další várka slovního smogu: paslova, pavazby, pamyšlenky., Academia : Praha 2005
- Divadlo v totalitním systému. Příběh českého divadla (1945-1989) nejen v datech a souvislostech, Academia : Praha 2010, ISBN 978-80-200-1720-8
- Miloš Hlávka – Světák nebo Kavalír Páně?, Akropolis, 2013, ISBN 978-80-7304-166-3